# Egon Jameson
Egon Jameson  (bis 1935: Jacobsohn; geboren 2. Oktober 1895 in Berlin; gestorben 23. Dezember 1969 in London) war ein deutsch-britischer Journalist und Schriftsteller.

## Leben
Egon Jacobsohn war ab 1918 Mitarbeiter bei der Berliner Morgenpost. Von 1922 bis 1933 schrieb er für die B.Z. am Mittag und war dort neben Kurt Mühsam für die Filmseite verantwortlich.
Nach der Machtübergabe an die Nationalsozialisten 1933 wurde er beim Ullstein Verlag wegen seiner jüdischen Herkunft entlassen. Er emigrierte 1934 nach England. 
Jameson trat vor allem durch seine Lustspiele, Revuen, Hör- und Fernsehspiele hervor. Er war Mitarbeiter Sefton Delmers, der die „schwarze“ Rundfunkpropaganda der Briten leitete.
Er war in zweiter Ehe von 1930 bis zur Scheidung 1933 mit der Schauspielerin Trude Kolman verheiratet.

## Schriften (Auswahl)
- mit Kurt Mühsam: Lexikon des Films. Berlin : Verlag der Lichtbildbühne, 1926
- Wer ist beim Film? 1926
- Millionen aus dem Nichts, 1936
- Curiosities of Britain, 1937
- Komm in meine Zeitung, 1951
- Egon Jamesons Knigge, 1953
- mit Günther L. Schwill: So macht man Millionen. Die erfolgreichsten Leute unserer Zeit, 1955
- mit Günther L. Schwill: Skandale um Million, 1958
- Der Zeitungsreporter – eine Fibel für Anfänger und Fortgeschrittene, 1958
- Kleine Weltgeschichte der Frau, 1963
- Wenn ich mich recht erinnere. Autobiografie, 1963
- So macht man Wunder, 1966
- Spree-Athen, 1968